# ASA Souffelweyersheim
Maillots
L'ASA Souffelweyersheim, anciennement appelé BCS, est un club français de basket-ball basé à Souffelweyersheim, en Alsace. En avril 2021, l'équipe professionnelle fusionne avec celle quatre autres club alsaciens (BC Gries-Oberhoffen, BC Nord Alsace, Weyersheim BB et Walbourg-Eschbach Basket) pour former l'Alliance Sport Alsace. La section souffelweyersheimoise de la CTC se renomme donc ASA Souffelweyersheim. L'équipe première de l'ASA Souffelweyersheim évolue aujourd'hui en Nationale Masculine 2.

## Historique
Le club a été créé en 1945 en tant que section basket-ball du FC Souffelweyersheim. En 1964, la section basket se sépare du FC Souffelweyersheim pour former le Basket Club Souffelweyersheim. En 1975, le club accède pour la première fois à un championnat d'envergure nationale : la Nationale 4, aujourd'hui appelé Nationale 2. Dès la saison suivante, le BCS monte en Nationale 3 (équivalent actuel de la Nationale 1).
En 2003, le club accède de nouveau à la NM2, puis à la NM1 en 2010. Lors de sa 2e saison en Nationale 1, le club finit second de la saison régulière, synonyme d’accueil du Final Four. Cependant Souffel se fait éliminer dès les demi-finales par Blois. La saison suivante, Souffelweyersheim se classe à nouveau second de la NM1 mais, contrairement à l'année précédente, remporte le Final Four. Cette victoire permet au club d'accéder pour la première fois de son histoire à la Pro B.
En 2014-2015, en parallèle du championnat qu'ils boucleront à la 15e place, les Alsaciens atteignent la finale de la Leaders Cup Pro B 2014-2015 mais sont défaits par l'Olympique d'Antibes sur le score de 56 à 54. La saison suivante voit la redescente du club en NM1. 
Après un excellent début de saison 2016-2017, le BCS se hisse en play-offs de National 1 avec une 3e position. Surclassant l'ALS Andrézieux-Bouthéon et l'Union Tarbes-Lourdes en quart et en demi-finale, Souffel est battu par l'UJAP Quimper en finale (76-60 puis 92-79).
Après un exercice 2017-2018 moyen (10e position), le BCS remportera le titre de champion NM1 2019 après avoir dominé la poule A et terminé 1er de poule haute en seconde phase, ce qui permettra au club de retrouver la deuxième division.
Le début de saison 2019-2020 en Pro B est exceptionnel : le club se hisse à la première place après 8 journées. Lorsque la pandémie de Covid-19 stoppe la saison, les Alsaciens pointaient en 8e position. L'exercice suivant se soldera sur une 13e place et sera la dernière saison professionnelle du Basket Club Souffelweyersheim, l'équipe Pro B fusionnant avec plusieurs clubs de la région dont le BC Gries Oberhoffen pour former une nouvelle équipe, l'Alliance Sport Alsace.
Malgré tout, le BCS conservera une équipe première qui évoluera en 2022 en division Pré-Nationale. Le club retrouvera un second souffle et sera promu à l'issue de la saison avec seulement une défaite au compteur. Dans le même élan, les Alsaciens réalisent la même performance en 2023 mais cette fois en Nationale 3. À la suite de cette saison, le BCS change de nom et devient l'ASA Souffelweyersheim. 
L'ASA Souffel évolue actuellement en Nationale Masculine 2. En 2023-2024, le club se classe deuxième de sa poule et se qualifie pour les playoffs d'accession en NM1. 

### Bilan saisonnier
| Saison  | Div.  | Placement | G/P   | P-O          | Résultat   |
| ------- | ----- | --------- | ----- | ------------ | ---------- |
| 2008-09 | NM2   | 2         | 18-6  | /            |            |
| 2009-10 | NM2   | 1         | 24-2  | /            | Promotion  |
| 2010-11 | NM1   | 12        | 16-18 | Non qualifié |            |
| 2011-12 | NM1   | 2         | 26-8  | 1/2 Finale   |            |
| 2012-13 | NM1   | 2         | 25-9  | Victoire     | Promotion  |
| 2013-14 | Pro B | 13        | 19-25 | Non qualifié |            |
| 2014-15 | Pro B | 15        | 12-22 | Non qualifié |            |
| 2015-16 | Pro B | 17        | 11-23 | Non qualifié | Relégation |
| 2016-17 | NM1   | 3         | 23-11 | Finale       |            |
| 2017-18 | NM1   | 10        | 16-18 | Non qualifié |            |
| 2018-19 | NM1   | 1         | 24-2  | Victoire     | Promotion  |
| 2019-20 | Pro B | 8         | 12-11 | Non qualifié |            |
| 2020-21 | Pro B | 13        | 15-18 | Non qualifié |            |
| 2021-22 | PNM   | 1         | 21-1  | /            | Promotion  |
| 2022-23 | NM3   | 1         | 25-1  | /            | Promotion  |
| 2023-24 | NM2   | 2         | 18-8  | 1/4 Finale   |            |

## Joueurs et personnalités du club

### Entraîneurs
- 2006-2021 :  Stéphane Eberlin
- 2021-     :  Daniel Pereira

### Joueurs emblématiques
- Moustapha Diarra
- / Dzenan Kurtic
- Daviin Davis
- Jacques Alingue
- Austin Dufault
- Drake Reed
- Frédéric Minet
- Antony Labanca
- Cédric Bah
- Aldo Curti
- Daniel Lamadji
- Jason Bach
- Sylvain Sautier